# Jeux de la Micronésie de 2024
Navigation
Yap 2018
Les Jeux de la Micronésie de 2022 sont prévus pour se dérouler sur l'atoll de Majuro aux Îles Marshall. Ce sont les premiers qu'accueille ce pays.
Le Conseil des Jeux de la Micronésie se réunit le 22 juillet 2018. La candidature des îles Mariannes du Nord ayant été retirée, le projet marshallais est le seul encore en lice,. La candidature présentée par Terry Slasher, secrétaire général du Comité national olympique des Îles Marshall, soutenue par la présidente marshallaise Hilda Heine, nécessite d'importants investissements, 12 millions de dollars, l'atoll de Majuro manquant de la plupart des infrastructures sportives nécessaires,,. Il est ainsi prévu de construire sur une vaste zone remblayée du lagon, un site multisports au coût de 7,5 millions de dollars, réunissant stade d'athlétisme, tribunes, places de stationnement, concessions commerciales et autres installations sportives. Les autres sites de compétition à construire sont un gymnase pour la pratique du basketball, un terrain de beach-volley, des terrains de softball, des courts de tennis, des salles pour le tennis de table, le volleyball et la lutte, une piscine et des infrastructures pour la course de va'a, le micronesian all around et la pêche sous-marine. La présidente Hilda Heine a souligné dans une lettre envoyée au Conseil que ces jeux donnent aux jeunes des alternatives positives et des débouchés sains pour s’exprimer.
Le 7 août 2018, lors d'une séance du Nitijeļā, le sénateur de Majuro, David Kramer, met en doute la capacité du pays à accueillir les Jeux de la Micronésie en 2022, en raison du manque d’installations sportives et demande à voir le budget du gouvernement pour accueillir les Jeux. Plusieurs ministres lui ont répondu que les installations seront prêtes. Le ministre de l’Éducation Wilbur Heine lui répond que plusieurs sources de financement sont à l'étude dont une aide de Taïwan. Le ministre de la santé Kalani Kaneko ajoute que Majuro dispose aussi d'installations sportives qui ne nécessitent que des améliorations.
Mi-novembre, Joseph Wu, ministre des affaires étrangères de Taiwan, inaugure avec la présidente des îles Marshall Hilda Heine un court de tennis qui sera utilisé pour les Jeux.